# Gryonoides flaviclavus
Gryonoides flaviclavus (лат.) — вид наездников-сцелионид рода Gryonoides из подсемейства Teleasinae. Южная Америка.

## Распространение
Неотропика: Центральная и Южная Америка.

## Описание
Мелкие перепончатокрылые насекомые: длина тела 2—3 мм. Отличаются следующими признаками: усики исключительно жёлтые, отсутствуют темно-коричневые или чёрные верхушечные жгутики и центральный киль; базальные бороздки на Т3 не доходят до поперечной срединной линии тергита, а вершина позади латеральных глазков с редкой волосистостью. Имеют два мезоскутеллярных шипика, удлиненный наличник. Предположительно, как и близкие группы, паразитоиды яиц жужелиц. Вид был впервые описан в 2021 году канадским гименоптерологом Любомиром Маснером и американским энтомологом István Mikó.